# Геро Мізенбек
Геро Андреас Мізенбек (нім. Gero Andreas Miesenböck; нар. 15 липня 1965, Браунау-ам-Інн, Австрія) — британський нейробіолог, піонер оптогенетики. В 2002 році встановив принципи оптогенетичного контролю.
Вивчав медицину в Інсбруцькому університеті. В 1992 — 1998 роках був постдоком у Меморіальному онкологічному центрі імені Слоуна - Кеттерінга (Нью-Йорк). Працював в останньому, а також в Єльському університеті, після чого з 2007 року в Оксфорді. Директор-засновник його CNCB, підтриманого Strategic Award від Wellcome Trust та Gatsby Charitable Foundation.

## Нагороди та визнання
- 2001: Beckman Young Investigators Award[en]
- 2009: Bayliss-Starling Prize Lecture, Physiological Society[en]
- 2008: Член EMBO
- 2012: Член Академії медичних наук[en]
- 2012: InBev-Baillet Latour Health Prize[en][10]
- 2013: Brain Prize[en][11]
- 2013: Премія Габбай[en] (спільно з Карлом Дейссеротом та Едвардом Бойденом)[9]
- 2014: Kulturpreis des Landes Oberösterreich[de]
- 2014: Член-кореспондент Австрійської АН
- 2015: BBVA Foundation Frontiers of Knowledge Awards  (спільно з Карлом Дейссеротом та Едвардом Бойденом)[12]
- 2015: Член Лондонського королівського товариства[13][14]
- 2016: Премія Мессрі[en] (спільно з Карлом Дейссеротом та Петером Геґеманном)[15]
- 2016: Член Леопольдини
- 2016: Медаль Вільгельма Екснера однойменного фонду
- 2017: Почесний доктор дублінського Триніті Коледжу[16]
- 2017: Член Європейської академії
- 2019: Премія Румфорда Американської академії мистецтв і наук
- 2019: Clarivate Citation Laureates
- 2019: Премія фонду Воррена Альперта[en]
- 2020: Премія Шао[17]спільно з Георг Нагель/Петер Геґеманн
- Іменний профессор (Waynflete Professor of Physiology[en]) Оксфордського університету
- Фелло Magdalen College, Oxford[en].